# 滑翅卵沫蟬
滑翅卵沫蟬（学名：Peuceptyelus takaosanus）为尖胸沫蟬科卵沫蟬屬下的一个种。